# 阿爾馬 (新墨西哥州)
阿爾馬（英語：Alma）是位於美國新墨西哥州卡特倫縣的普查規定居民點。

## 人口
根據2020年美國人口普查的數據，阿爾馬的面積為8.44平方千米，當中陸地面積為8.43平方千米，而水域面積為0.01平方千米。當地共有人口47人，而人口密度為每平方千米5.57人。